# Figure étymologique
En grammaire, la figure étymologique (du latin figura etymologica) est une construction lexico-syntaxique dans laquelle on associe des mots ayant le même radical. De telles constructions existent dans le langage courant, ainsi que dans des œuvres littéraires et philosophiques, dans des discours et dans le journalisme, en tant que figures de style. Le terme provient de la rhétorique, étant aussi adopté par la stylistique, comme appellation d’un procédé d’insistance, d’intensification par répétition,,,,.
Les opinions divergent quant à la nature des composants des constructions pouvant être appelées figures étymologiques. Certains auteurs utilisent ce seul terme pour désigner les constructions formées de mots différents dérivés du même radical (apparentés donc par l’étymologie), ainsi que celles composées de formes fléchies d’un même mot. D’autres limitent cette appellation aux constructions de la première catégorie. Dans d’autres ouvrages, on utilise seulement le terme « polyptote » pour les deux types de constructions. On trouve aussi le terme « dérivation » pour le premier type de construction, « polyptote » étant réservé au second. Il existe aussi une vision dans laquelle la figure étymologique est un cas particulier du polyptote. Il y a également des auteurs qui utilisent les termes « figure étymologique » et « polyptote », mais incluent parmi les figures étymologiques certaines constructions que d’autres considèrent comme des polyptotes. D’autres encore emploient le terme « figure étymologique » en tant que désignation commune, « parigménon » en tant qu’équivalent de « dérivation » pour les constructions du premier type et « polyptote » pour celles du second.
Dans le langage courant, la figure étymologique est limitée au niveau du syntagme et de la phrase simple à deux termes, ayant ou non un rôle d’insistance, alors qu’en tant que procédé littéraire, elle peut être présente au niveau d’entités syntaxique plus étendues, ayant toujours un rôle d’insistance.

## La dérivation
La dérivation en tant que type de figure étymologique peut ne pas avoir de valeur d’intensification dans le langage courant.
L’une de ces constructions est celle appelée à « complément interne », lorsque le complément d’objet direct a le même radical que son verbe régissant. Elle est possible avec certains verbes intransitifs aussi, comme vivre. Exemples :
(fr) vivre sa vie, jouer gros jeu;
(ro) și-a trăit traiul « il/elle a vécu sa vie », a cântat un cântec « il/elle a chanté une chanson », scrie o scrisoare « il/elle écrit une lettre » ;
(en) to give a gift « faire un cadeau » (littéralement « donner un don »), to dance a dance « danser une danse » ;
(hu) éneket énekel « il/elle chante une chanson », éli az életet « il/elle vit la vie ».
Certains auteurs considèrent également comme une figure étymologique la construction à complément interne exprimé par un radical différent de celui du verbe mais sémantiquement apparenté à celui-ci, ex. (fr) Dormez votre sommeil.
Il y a aussi d’autres constructions fondées sur la dérivation, comme :
- sujet–prédicat :

(ro) sapa sapă « la houe ameublit » (du radical du verbe a săpa « creuser », cf. (fr) saper) ;
(hu) uralkodó uralkodik « un roi règne » (du radical úr « seigneur ») ;
- verbe–complément d’objet indirect : (ro) … tot de-o moarte are să moară litt. « c’est toujours d’une mort qu’il mourra » (Ion Creangă)[2] ;
- épithète–nom : (hu) Az el nem múló múlt « Le passé qui ne passe pas » (titre d’article de presse)[5].

En tant que procédé littéraire, on rencontre la dérivation au niveau d’entités syntaxiques plus étendues, comme la phrase complexe :
(fr) Je montai dans un autobus plein de contribuables qui donnaient des sous à un contribuable qui avait sur son ventre de contribuable une petite boîte qui contribuait à permettre aux autres contribuables de continuer leur trajet de contribuables (Raymond Queneau) ;
(en) With eager feeding, food doth choke the feeder « La nourriture étouffe celui qui se nourrit gloutonnement » (William Shakespeare) ;
(ro) Cântărește-ți necântăritele cuvinte « Pèse tes mots non pesés » (Ion Minulescu).

## Le polyptote
Par le polyptote, considéré ou non comme un type de figure étymologique, on reprend, dans la conception de Morier 1961 et d’autres auteurs, des formes fléchies d’un même mot, en fonction des traits grammaticaux (cas, nombre, temps ou mode verbal, etc.) qui caractérisent une langue ou une autre,.
Dans le langage courant, l’une des constructions est celle d’intensification dans laquelle les termes sont dans un rapport de possession, du genre (he) שיר השירים (Chir ha-chirim) « Cantique des Cantiques », cet exemple étant calqué dans les nombreuses langues dans lesquelles on a traduit la Bible Hébraïque. Dans certaines grammaires, on appelle cette construction « superlatif populaire ». Exemples :
(ro) frumoasa frumoaselor litt. « la belle des belles », prostul proștilor litt. « le stupide des stupides » ;
(hu) szépek szépe litt. « beau/belle des beaux/belles », poklok pokla litt. « enfer des enfers ».
La construction appelée dans certaines grammaires « complément double » exprime une gradation. Elle existe comme polyptote en hongrois, ex. óráról órára « heure par heure ». On ne peut pas la rendre par un polyptote dans les langues comme le français, où la construction équivalente est analytique, le mot n’étant pas décliné.
En hongrois il y a encore d’autres constructions d’intensification par polyptote, comme :
- celle fondée sur le degré comparatif de supériorité, ex. szebbnél szebb litt. « plus beau/belle que plus beau/belle »[22] ;
- le verbe à un mode personnel intensifié par le même au gérondif, ex. kérve kér litt. « il/elle prie en priant », várva vár litt. « il/elle attend en attendant »[23].

Une autre construction à polyptote inclut selon certaines grammaires ce qu’elles appellent un « complément circonstanciel de relation ». Elle exprime une concession :
- avec le complément exprimé par un verbe :

(hu) à l’infinitif : Hallani hallom, de érteni nem értem « Pour entendre, j’entends, mais pour comprendre, je ne comprends pas » ;
(ro) au participe : De citit, am citit « Pour lire, j’ai lu » ;
- avec le complément exprimé par un adjectif :

(hu) Szépnek szép « Pour être beau/belle, il/elle est beau/belle ».
En tant que procédé littéraire, le polyptote aussi existe au niveau d’unités syntaxiques plus étendues. Exemples :
(fr) Et l’on sait tout chez moi, hors ce qu’il faut savoir (Molière) ;
(ro) Dar ce nu pot pricepe ea pricepu, de plânge? « Mais ce que je ne peux pas comprendre, le comprit-elle, puisqu’elle pleure ? » (Tudor Arghezi) ;
(en) Judge not, that ye be not judged « Ne jugez point, afin que vous ne soyez point jugés » (Évangile selon Matthieu) ;
(hu) Szemet szemért « Œil pour œil » (Livre de l'Exode).

## Sources bibliographiques
- (ro) Avram, Mioara, Gramatica pentru toți [« Grammaire pour tous »], Bucarest, Humanitas, 1997 (ISBN 973-28-0769-5)
- (ro) Bidu-Vrănceanu, Angela et al., Dicționar general de științe. Științe ale limbii [« Dictionnaire général des sciences. Sciences de la langue »], Bucarest, Editura științifică, 1997 (ISBN 973-440229-3, lire en ligne)
- (en) Bussmann, Hadumod (dir.), Dictionary of Language and Linguistics [« Dictionnaire de la langue et de la linguistique »], Londres – New York, Routledge, 1998 (ISBN 0-203-98005-0, lire en ligne [PDF])
- (ro) Constantinescu-Dobridor, Gheorghe, Dicționar de termeni lingvistici [« Dictionnaire de termes linguistiques »] (DTL), Bucarest, Teora, 1998 (sur Dexonline.ro)
- (hu) Cs. Nagy, Lajos, « Mondattan », dans A. Jászó, Anna (dir.), A magyar nyelv könyve [« Le livre de la langue hongroise »], Budapest, Trezor, 2007, 8e éd. (ISBN 978-963-8144-19-5, lire en ligne), p. 321-344
- (ro) Dragomirescu, Gheorghe, Dicționarul figurilor de stil. Terminologia fundamentală a analizei textului poetic [« Dictionnaire des figures de style. Terminologie fondamentale de l’analyse du texte poétique »] (DFS), Bucarest, Editura Științifică, 1995 (ISBN 973-4401-55-6, sur Dexonline.ro)
- (en) Farnsworth, Ward, Farnsworth's Classical English Rhetoric [« Rhétorique anglaise classique »], Jaffrey (New Hampshire), David R. Godine, 2011 (ISBN 978-1-56792-385-8, lire en ligne)
- (hu) Gáspári, László, « A gondolatalakzatok kérdésköréről (az ismétlés) » [« Sur la question des figures de style (la répétition) »], Magyar Nyelvőr, vol. 126, no 3,‎ 2002, p. 284-297 (lire en ligne [PDF], consulté le 16 juillet 2020)
- Grevisse, Maurice et Goosse, André, Le Bon usage, Bruxelles, De Boeck Université, 2007, 14e éd. (ISBN 978-2-8011-1404-9)
- (hu) Kálmánné Bors, Irén et A. Jászó, Anna, « Az egyszerű mondat », dans A. Jászó, Anna (dir.), A magyar nyelv könyve [« Le livre de la langue hongroise »], Budapest, Trezor, 2007, 8e éd. (ISBN 978-963-8144-19-5, lire en ligne), p. 345-436
- (hu) Laczkó, Krisztina, « 15. fejezet – Az újmagyar és az újabb magyar kor », dans Kiefer, Ferenc (dir.), Magyar nyelv [« Langue hongroise »], Budapest, Akadémiai Kiadó, 2006 (ISBN 963-05-8324-0, sur Digitális Tankönyvtár), p. 283-305 (PDF à télécharger)
- Morier, Henri, Dictionnaire de poétique et de rhétorique, Paris, Presses universitaires de France, 1961
- Robrieux, Jean-Jacques, Éléments de rhétorique et d’argumentation, Paris, Dunod, 1993 (ISBN 2-10-001480-3)
- (hu) Szathmári, István (dir.), Alakzatlexikon. A retorikai és stilisztikai alakzatok kézikönyve [« Lexicon des figures. Guide des figures rhétoriques et stylistiques »], Budapest, Tinta, 2008
- « Trésor de la langue française informatisé (TLFi) » (consulté le 18 juillet 2020)